# Pterodroma feae

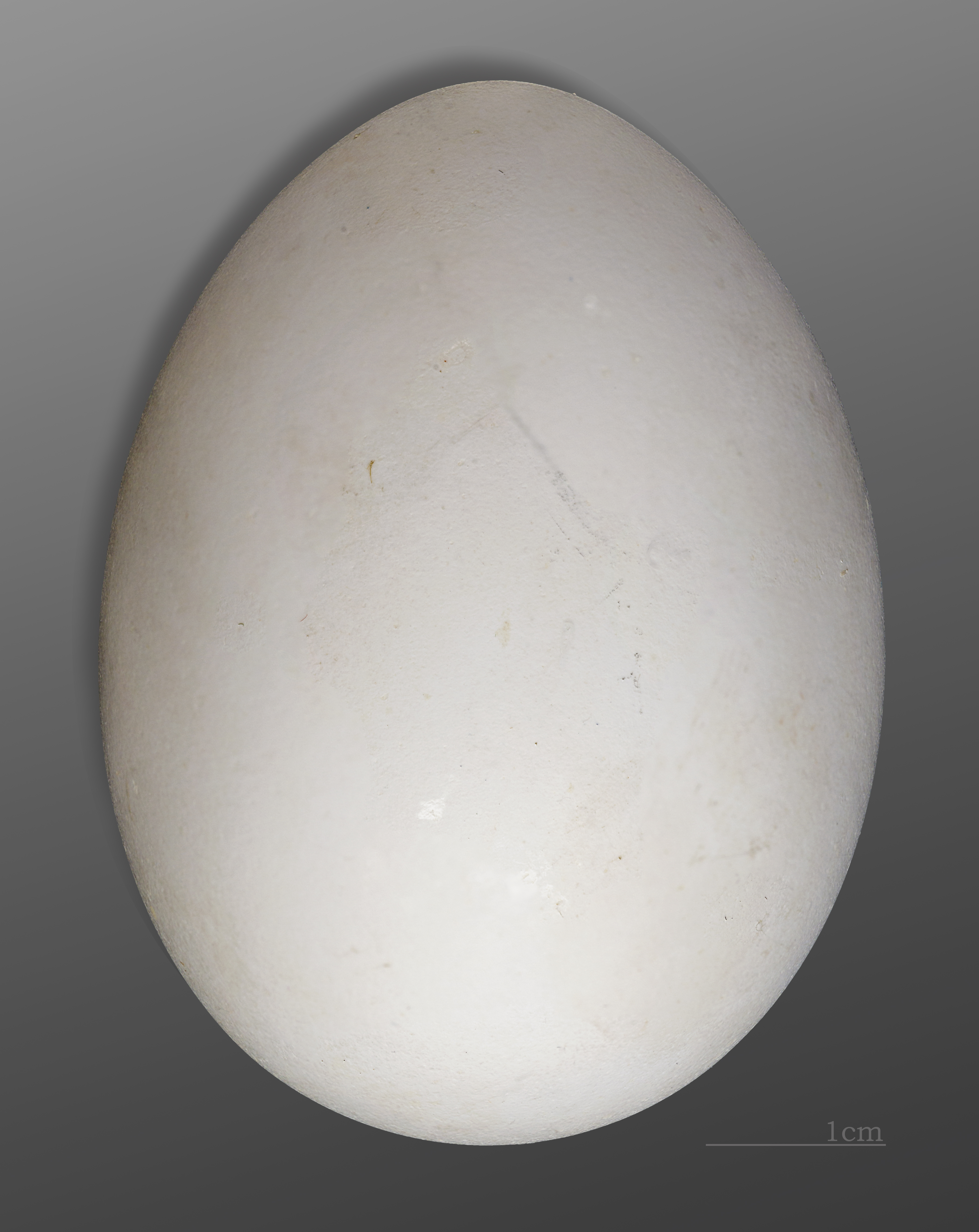
Quả trứng.

Pterodroma feae là một loài chim trong họ Procellariidae.
Trước đây, loài này được coi là một phân loài của loài hải âu lông mềm (P. mollis), nhưng chúng thực sự không có quan hệ họ hàng gần. Tuy nhiên, P. feae có quan hệ rất gần với hải âu Zino và hải âu Desertas, hai loài khác gần đây được tách ra từ P. mollis.  Loài này được đặt theo tên của nhà động vật học người Ý Leonardo Fea (1852-1903). 